# Johnny Unitas
Johnny Unitas, vlastním jménem John Constantine Unitas (7. května 1933, Pittsburgh – 11. září 2002, Baltimore) byl americký hráč amerického fotbalu, hrající na pozici quarterbacka. V National Football League hrál za Baltimore Colts (1956–1972) a San Diego Chargers (1973). Ve čtyřech sezonách byl nejužitečnějším hráčem soutěže (1957, 1959, 1964, 1967). 52 let držel rekord v počtu po sobě jdoucích zápasů, v nichž dosáhl touchdownu. Šňůra těchto zápasů zabírala téměř čtyři roky (1956–1960). Tento rekord překonal až roku 2012 Drew Brees. Celkem v kariéře dosáhl 290 touchdownů. Jednou vyhrál Super Bowl (1971) a před jeho založením v roce 1966 třikrát vyhrál NFL Championship (v dobách, kdy se profesionální liga rozdělila na dvě části, konkurenčním projektem byla American Football League). Desetkrát byl vybrán do all-stars týmu pro utkání hvězd Pro Bowl (1957–1964, 1966, 1967). Roku 1979 byl uveden do Síně Slávy amerického fotbalu. V roce 1969 byl zvolen nejlepším quarterbackem všech dob.